# Милтон Кинс
Милтон Кинс (енгл. Milton Keynes), познат и по скраћеници МК, насељено је место у енглеској грофовији Бакингемшир.

## Историја
Током 1960-их на територији данашњег насеља налазиле су се фарме и села која нису била довољно развијена. У то време је развијена стратегија стварања нових насељених места, а у њу је био укључен и Милтон Кинс. Дана 23. јануара 1967. направљен је званичан план за развој. Током наредних деценија насеље се ширило, повећавао се и број становника, а једна од најзначајнијих ствари је била то што су се правили нови путеви који су повезивали Милтон Кинс са већим околним градовима.

## Географија
Налази се на око 80 км од Лондона.

### Клима
| Клима (Милтон Кинс)           | Клима (Милтон Кинс) | Клима (Милтон Кинс) | Клима (Милтон Кинс) | Клима (Милтон Кинс) | Клима (Милтон Кинс) | Клима (Милтон Кинс) | Клима (Милтон Кинс) | Клима (Милтон Кинс) | Клима (Милтон Кинс) | Клима (Милтон Кинс) | Клима (Милтон Кинс) | Клима (Милтон Кинс) | Клима (Милтон Кинс) |
| Показатељ \ Месец             | .Јан.               | .Феб.               | .Мар.               | .Апр.               | .Мај.               | .Јун.               | .Јул.               | .Авг.               | .Сеп.               | .Окт.               | .Нов.               | .Дец.               | .Год.               |
| ----------------------------- | ------------------- | ------------------- | ------------------- | ------------------- | ------------------- | ------------------- | ------------------- | ------------------- | ------------------- | ------------------- | ------------------- | ------------------- | ------------------- |
| Максимум, °C (°F)             | 7,0 (44,6)          | 7,4 (45,3)          | 10,3 (50,5)         | 13,1 (55,6)         | 16,6 (61,9)         | 19,6 (67,3)         | 22,1 (71,8)         | 21,9 (71,4)         | 18,7 (65,7)         | 14,4 (57,9)         | 10,0 (50)           | 7,2 (45)            | 14,1 (57,4)         |
| Минимум, °C (°F)              | 1,3 (34,3)          | 0,9 (33,6)          | 2,7 (36,9)          | 3,8 (38,8)          | 6,5 (43,7)          | 9,4 (48,9)          | 11,7 (53,1)         | 11,6 (52,9)         | 9,6 (49,3)          | 7,0 (44,6)          | 3,8 (38,8)          | 1,5 (34,7)          | 5,8 (42,4)          |
| Количина падавина, mm (in)    | 54,2 (2,134)        | 41,7 (1,642)        | 45,3 (1,783)        | 52,1 (2,051)        | 54,3 (2,138)        | 53,2 (2,094)        | 53,1 (2,091)        | 55,4 (2,181)        | 57,5 (2,264)        | 70,3 (2,768)        | 63,0 (2,48)         | 57,3 (2,256)        | 657,4 (25,882)      |
| Сунчани сати — месечни просек | 52,0                | 69,4                | 105,5               | 147,4               | 183,4               | 179,9               | 197,1               | 189,0               | 137,0               | 105,6               | 61,7                | 43,5                | 1.471,6             |
| Извор: Met Office             |                     |                     |                     |                     |                     |                     |                     |                     |                     |                     |                     |                     |                     |

## Култура

### Спорт
Најпопуларнији спорт је фудбал, а најпознатији фудбалски клуб је Милтон Кинс донс.